# Берендс, Карл Август Вильгельм
Карл Август Вильгельм Берендс (нем. Carl August Wilhelm Berends; 19 апреля 1759, Анклам — 1 декабря 1826, Берлин) — немецкий медик, врач, педагог. Доктор медицины.
С 1815 года – директор берлинской больницы Шарите.

## Биография
Изучал медицину в университете Виадрина во Франкфурте-на-Одере, затем до 1780 года – в университете Вены.
В 1788 году стал профессором медицины в университете Виадрины. В 1811 году после закрытия Виадрины перешел в университет Бреслау. Был его первым ректором в 1811-1812 году.
В 1815 году был назначен профессором медицины в Берлинском университете и директором берлинской больницы Шарите.
В 1789 году Берендс опубликовал труд «Über den Unterricht junger Ärzte am Krankenbett» («Воспитание молодых врачей у постели больного»), в котором описал свой опыт работы во Франкфурте. 
С 1793 года – член Леопольдины.
Вскоре после смерти в 1826 году его бывший ученик Карл Сунделин опубликовал лекции Берендса по практической медицине («Vorlesungen über die praktische Arzneiwissenschaft»).

## Избранные труды
- Über den Unterricht junger Ärzte am Krankenbett. 1789
- Über die Unsicherheit der Kennzeichen des Todes, in Hinsicht auf den bei verstorbenen *Schwangeren zu unternehmenenden Kaiserschnitt.
- Handbuch Innere Krankheiten.